# Anthony Novak
Anthony Novak (Pickering, 27 marzo 1994) è un calciatore canadese, attaccante svincolato.

## Carriera
Anthony Novak ha iniziato a giocare a pallone nella sua città natale, Pickering, prima di passare attraverso l'accademia del Toronto Lynx. Con la società canadese arriva fino alla USL PDL con cui esordisce nel 2012, totalizzando un totale di 21 presenze e una rete in tre anni. Successivamente passa all'Oakville Blue Devils, società militante nella League1 Ontario. In due stagione realizza 28 reti in 39 apparizioni, aggiudicandosi il titolo di capocannoniere nella seconda ed ultima stagione all'Oakville realizzando 18 reti in 16 presenze.
Il 3 aprile 2019 passa al Forge, franchigia neonata del nuovo massimo campionato canadese. L'8 maggio seguente realizza la prima rete con la nuova squadra segnando nel match d’apertura contro il Pacific. Il 2 agosto esordisce in CONCACAF League, subentrando a partita in corso contro l'Antigua GFC, match valido per il 1º turno. Il 23 ottobre 2020 realizza la prima rete nell'edizione successiva della CONCACAF League, realizzando la rete della vittoria contro il Municipal.

## Statistiche

### Presenze e reti nei club
Statistiche aggiornate al 22 aprile 2022.
| Stagione       | Club         | Campionato   | Campionato | Campionato | Coppe nazionali | Coppe nazionali | Coppe nazionali | Coppe continentali | Coppe continentali | Coppe continentali | Supercoppe | Supercoppe | Supercoppe | Totale | Totale |
| Stagione       | Club         | Comp         | Pres       | Reti       | Comp            | Pres            | Reti            | Comp               | Pres               | Reti               | Comp       | Pres       | Reti       | Pres   | Reti   |
| -------------- | ------------ | ------------ | ---------- | ---------- | --------------- | --------------- | --------------- | ------------------ | ------------------ | ------------------ | ---------- | ---------- | ---------- | ------ | ------ |
| 2012           | Toronto Lynx | PDL          | 1          | 0          |                 | -               | -               |                    | -                  | -                  |            | -          | -          | 1      | 0      |
| 2013           | Toronto Lynx | PDL          | 8          | 0          |                 | -               | -               |                    | -                  | -                  |            | -          | -          | 8      | 0      |
| 2014           | Toronto Lynx | PDL          | 12         | 1          |                 | -               | -               |                    | -                  | -                  |            | -          | -          | 12     | 1      |
| Toronto Lynx   | Toronto Lynx | Toronto Lynx | 21         | 1          |                 | -               | -               |                    | -                  | -                  |            | -          | -          | 21     | 1      |
| 2016           | Oakville     | L1O          | 2          | 0          |                 | -               | -               |                    | -                  | -                  |            | -          | -          | 2      | 0      |
| 2017           | Oakville     | L1O          | 21         | 10         |                 | -               | -               |                    | -                  | -                  |            | -          | -          | 21     | 10     |
| 2018           | Oakville     | L1O          | 16         | 18         |                 | -               | -               |                    | -                  | -                  |            | -          | -          | 16     | 18     |
| Oakville       | Oakville     | Oakville     | 39         | 28         |                 | -               | -               |                    | -                  | -                  |            | -          | -          | 39     | 28     |
| 2019           | Forge        | CPL          | 18         | 6          | CC              | -               | -               | CL                 | 4                  | 0                  | -          | -          | -          | 22     | 6      |
| 2020           | Forge        | CPL          | 8          | 2          | CC              | -               | -               | CL                 | 2                  | 1                  | -          | -          | -          | 10     | 3      |
| Forge FC       | Forge FC     | Forge FC     | 26         | 8          |                 | -               | -               |                    | 6                  | 1                  |            | -          | -          | 92     | 38     |
| feb.-apr. 2021 | Condeixa     | CdP          | 6          | 0          |                 | -               | -               |                    | -                  | -                  | -          | -          | -          | 6      | 0      |
| 2021           | Cavalry      | CPL          | 25         | 4          | CC              | 2               | 0               |                    | -                  | -                  | -          | -          | -          | 27     | 4      |
| Totale         | Totale       | Totale       | 117        | 41         |                 | 2               | 0               |                    | 6                  | 1                  |            | -          | -          | 125    | 42     |

## Palmarès

### Club

#### Competizioni nazionali
- Canadian Premier League: 2

Forge: 2019, 2020